# Serrodes
Serrodes là một chi bướm đêm thuộc họ Erebidae.

## Loài
- Serrodes campana Guenée, 1852
- Serrodes inara Cramer, [1779]
- Serrodes mediopallens Prout, 1924